# Mariä-Geburt-Kathedrale (Bijeljina)

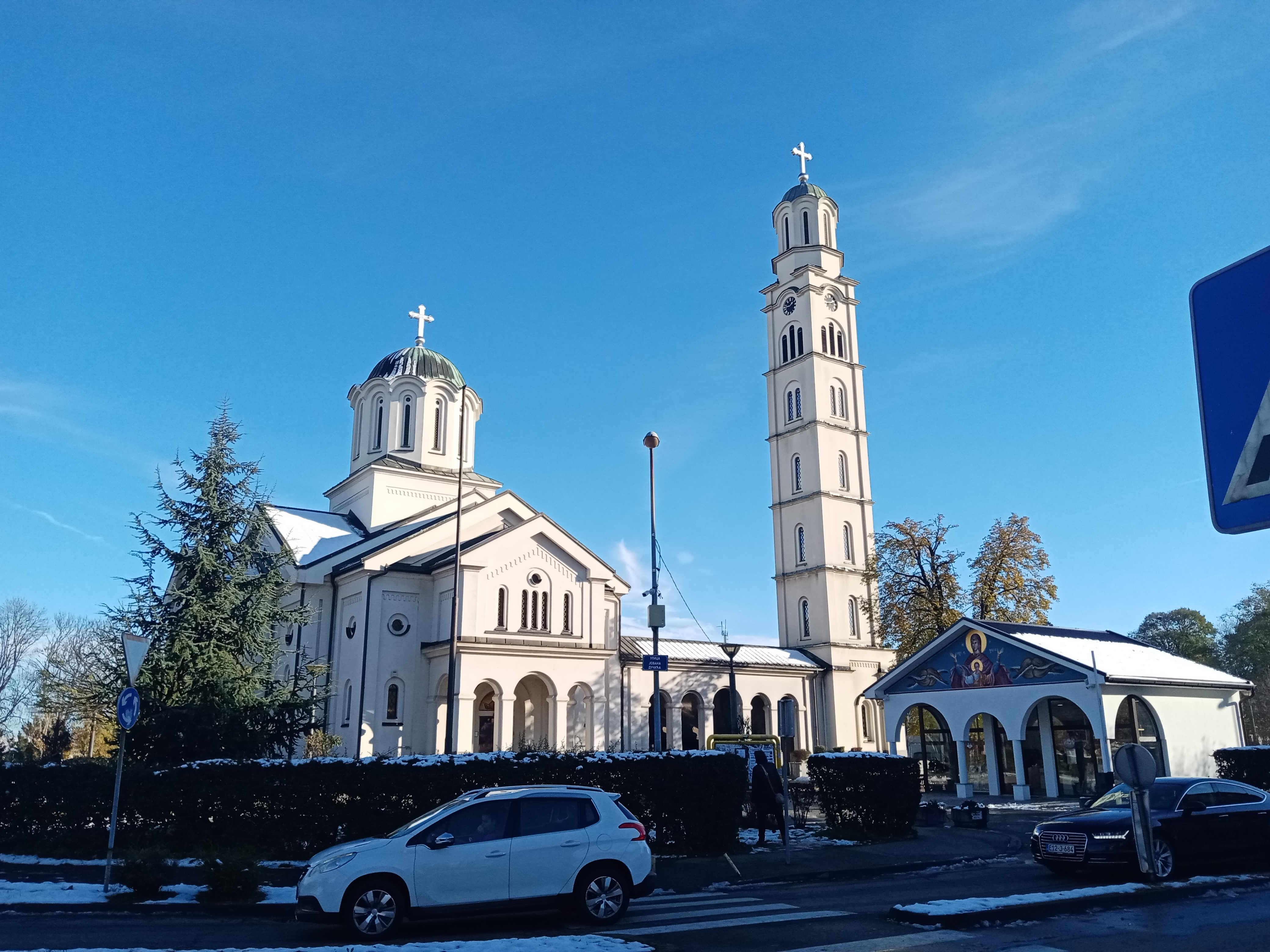
Die Mariä-Geburt-Kathedrale im November 2024

Die Mariä-Geburt-Kathedrale (auch Kathedrale zur Geburt der Allerheiligsten Gottesmutter, serbisch: Саборна Црква Рођења Пресвете Богородице, Saborna Crkva Rođenja Presvete Bogorodice) in der zweitgrößten Stadt der Republika Srpska, Bijeljina, ist eine serbisch-orthodoxe Kathedrale im nordöstlichen Bosnien und Herzegowina.
Die von 1999 bis 2009 erbaute Kathedrale ist der Geburt der Allerheiligen Gottesmutter Maria geweiht. Sie ist derzeit die Kathedrale der Eparchie Zvornik-Tuzla der Serbisch-Orthodoxen Kirche. Zudem ist sie Sitz der Pfarreien Bijeljina I-IV der Mariä-Geburt-Kathedrale im Dekanat Bijeljina.

## Lage
Die Mariä-Geburt-Kathedrale steht an der Kreuzung der Straßen Ulica Jovana Dučića und Ulica Srpske dobrovoljačke garde im Stadtteil Kruševlje im östlichen Stadtzentrum. Die Gemeinde Bijeljina liegt in der Ebene der Semberija in der Republika Srpska.
Neben der Kathedrale im eingezäunten Kathedralenhof wird seit 2013 das erste orthodoxe Gymnasium der Republika Srpska erbaut. Auf einer Fläche von 2.650 Quadratmetern entstehen acht Unterrichtsräume und ein spezielles Klassenzimmer für angehende Priesterseminaristen. Neben der Kathedrale befindet sich ein Fußballplatz. 
Ein 2016 errichtetes Denkmal neben der Kathedrale ist allen serbischen Müttern gewidmet, die ihre Söhne in den Kriegen ab dem Jahre 1389 (Schlacht auf dem Amselfeld) verloren haben. Das Denkmal wurde am 30. Juni 2017 im Beisein von Vertretern der Stadt Bijeljina offiziell enthüllt. Es ist ein Werk von Rajko Blažić, einem außerordentlichen Professor an der Bildhauereiabteilung der Akademie der Künste und Konservation der serbisch-orthodoxen Kirche in Belgrad. 
Bei der Kathedrale wurde 2009 das 112 m² große Sveti-Sava-Haus (Svetosavski dom) mit einer Volksküche und der Pfarreienkanzlei erbaut.

## Geschichte

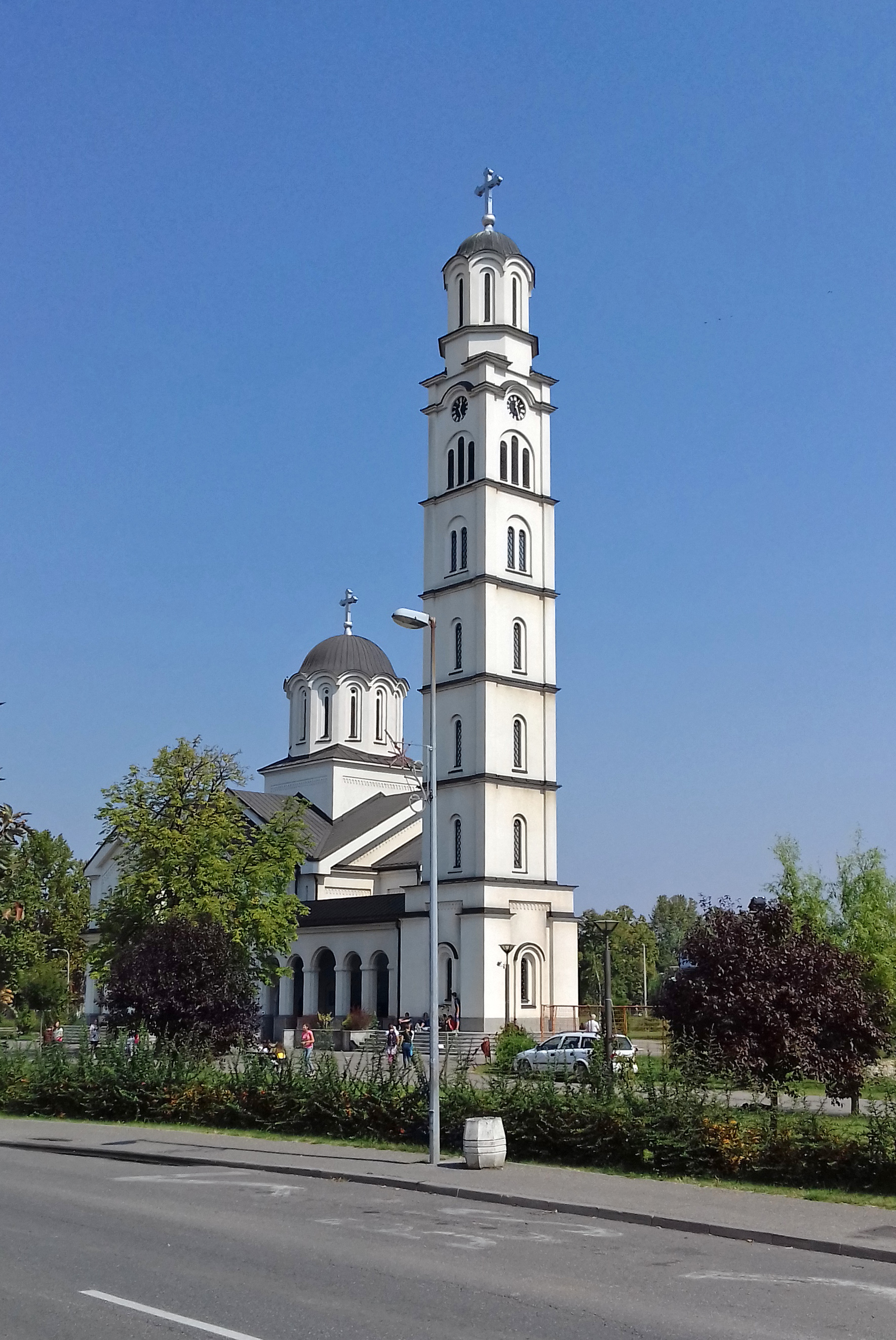
Kathedrale und Campanile

Nach dem Bosnienkrieg (1992–1995) wurde der Sitz der Eparchie Zvornik-Tuzla aus der nordbosnischen Großstadt Tuzla verlegt, da in Tuzla mehrheitlich muslimische Bosniaken leben und die serbische Bevölkerung von Tuzla zum größten Teil aus der Stadt geflohen war bzw. vertrieben wurde. 
Bijeljina wuchs durch den Zuzug zehntausender neuer Einwohner, bedingt durch den Krieg, zur Großstadt heran und wurde zum neuen Bischofssitz der Eparchie bestimmt. Bei den neuen Einwohnern Bijeljinas handelte es sich um serbische Flüchtlinge und Vertriebene aus Sarajevo und anderen Orten aus Bosnien, der Herzegowina und der kroatischen Krajina.
Im Bosnienkrieg war Bijeljina eine der ersten Städte, in denen die bosnischen Serben in den ethnischen Säuberungen die muslimisch-bosniakischen und katholisch-kroatischen Einwohner vertrieben oder ermordet hatten.
1999 begann der Bau der Kathedrale auf dem Grundriss eines griechischen Kreuzes von 28 × 24 m nach dem Entwurf der Architektin Nada Filipović aus dem Architektenbüro Data-Projekt aus der zweitgrößten bosnisch-herzegowinischen Stadt Banja Luka. 
Am 8. Septemberjul. / 21. September 2002greg., dem Kathedralenpatrozinium Mariä Geburt, weihte der damalige Bischof der Eparchie Zvornik-Tuzla, Vasilije, die Kathedralenfundamente ein.
Die Kathedrale wurde 2009 fertiggestellt. Am 20. September 2009 wurde das Gotteshaus von Bischof Vasilije mit der Assistenz des damaligen Bischofs der Eparchie Raška-Prizren, Artemije, und in Gegenwart von tausenden Gläubigen als Mariä-Geburt-Kathedrale feierlich geweiht. 
Paten der Kathedrale sind der Präsident der Republika Srpska, Milorad Dodik aus Banja Luka, der ehemalige Bürgermeister von Bijeljina, Mićo Mićić, und Mitar Perić ebenfalls aus Bijeljina. Paten der Ikonostase, der Kirchglocken und Kirchenkreuze sind Duško Lazarević, Svetozar Ostojić und Spasoje Mitrović. 
Für den Bau der Kathedrale haben sich folgende Institutionen und Personen in verschieden großer Beteiligung eingesetzt: die Opština Bijeljina, die Firma PGP Perić aus dem Dorf Dvorovi, Radivoje Jelić und die Familie Simeunović aus Bijeljina, Borislav Vidaković, DOO Monako Bijeljina, AD Žitopromet Bijeljina, Predrag Perković, Rado und Lukrecija Manojlović, FIS-Vitez, Svetislav Stevanović, Dragan Anđelić, Ružica Jovanović, Ostoja Marković und viele andere.

## Architektur

Die Kathedrale, im Hintergrund wird das orthodoxe Gymnasium erbaut (2016)

Die einschiffige Kreuzkuppelkathedrale wurde im serbisch-byzantinischen Stil erbaut, mit einer Altar-Apsis im Osten, einer zentralen Rundkuppel, die sich über dem Tambour, in der Mitte des Kirchenschiffs, bei der Kreuzung der Seitenarme der Kathedrale erhebt und einem 44 m hohen freistehenden Kirchturm an der Südseite der Kathedrale. Die Kathedrale ist aus Stahlbeton und Vollziegel erbaut worden. Abgedeckt wurde die Kathedrale mit Kupferblech. 
Der Kirchturm ist mit einem Säulengang mit der Kathedrale verbunden und besitzt vier Glocken, die zusammen 4000 kg wiegen. Er gehört zu den Wahrzeichen Bijeljinas und ist von Weitem in der ganzen Stadt sichtbar.
Eingänge in die Kirche befinden sich an der West-, Süd- und Nordseite. Die Kathedrale besitzt zwei silberne Kreuze. Über den Eingängen befinden sich große Patronatsikonen, die die Allheilige Gottesmutter darstellen.
Die monumentale und prächtig dekorierte Ikonostase aus slawonischen Eichenholz wurde in der Werkstatt von Aleksandar Ninković aus Modriča geschnitzt. Die in byzantinischer Manier gemalten und künstlerisch wertvollen Ikonen auf der Ikonostase stammen aus der Werkstatt des Petar Bilić aus der serbischen Hauptstadt Belgrad.
Von 2008 bis 2011 wurde die Kirche mit künstlerisch sehr wertvollen byzantinischen Fresken bemalt. Die Fresken wurden von Miloš Maksimović aus Novi Sad, Đorđe Đorđević aus Inđija in der Vojvodina und Darko Živković aus Batočina in der Šumadija gemalt.
Die Kathedrale besitzt einen eigenen Kirchenchor, namens Srbadija unter Leitung der Dirigentin Desanka Trakilović. Der Chor wurde 1899 erstmals gegründet und 1992 wieder erneuert. 
Seit 2009 kümmert sich die kirchlich-caritativer Organisation Kolo srpskih sestara (Verband der serbischen Schwestern) um die ärmsten Pfarreiangehörigen. Der Verband hat 28 Mitglieder. 

## Priester der Pfarreien der Mariä-Geburt-Kathedrale I-IV
Vor der Gründung der Pfarreien gab es in Bijeljina nur die Pfarreien, die zur ältesten Kirche der Stadt gehörten, der Kirche Hl. Großmärtyrer Georg.
Derzeitiger Priester der Ersten Pfarrei ist der Erzpriester Dragan Pejčić, Priester der Zweiten Pfarrei ist Erzpriester Milan Perković, Priester der Dritten Pfarrei ist der mittlerweile pensionierte Erzpriester Mitar Tešić und Priester der Vierten Pfarrei ist Erzpriester Nebojša Draškić. Der Diakon der Kathedrale ist Nebojša Erak.

## Galerie

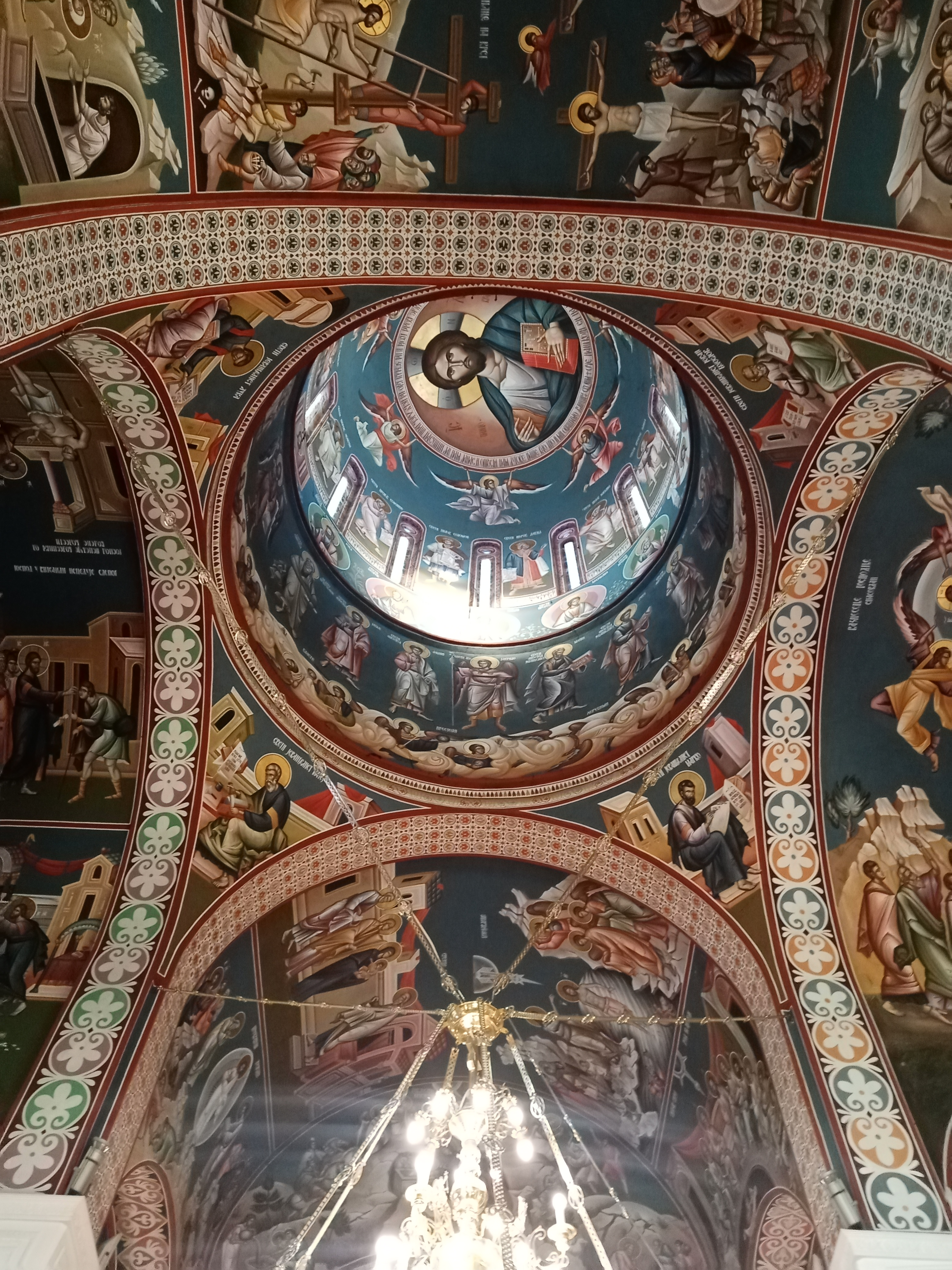
Blick auf die Freske des Christus Pantokrator in der Hauptkuppel
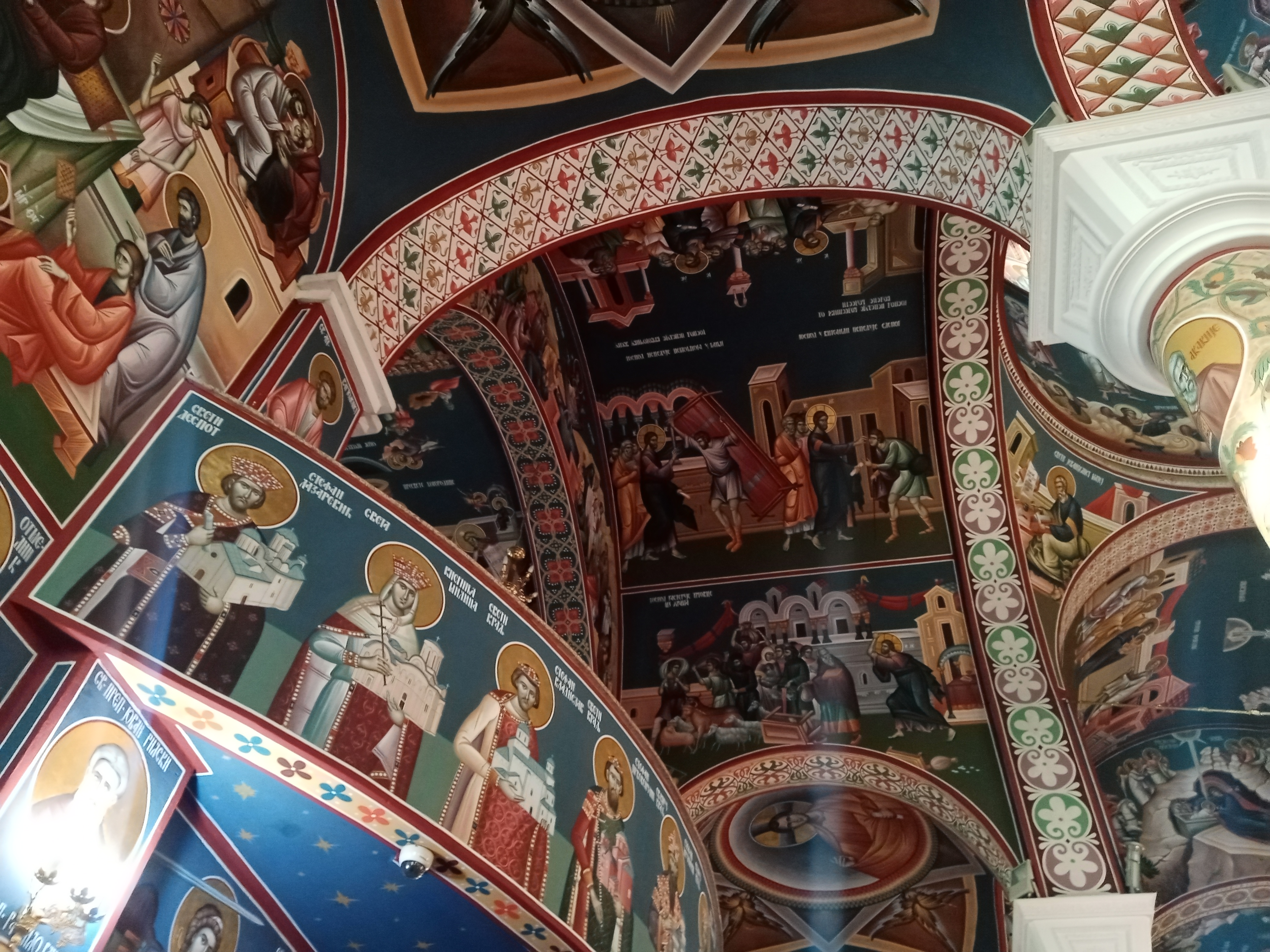
Freskenbemalung im westlichen Chorraum
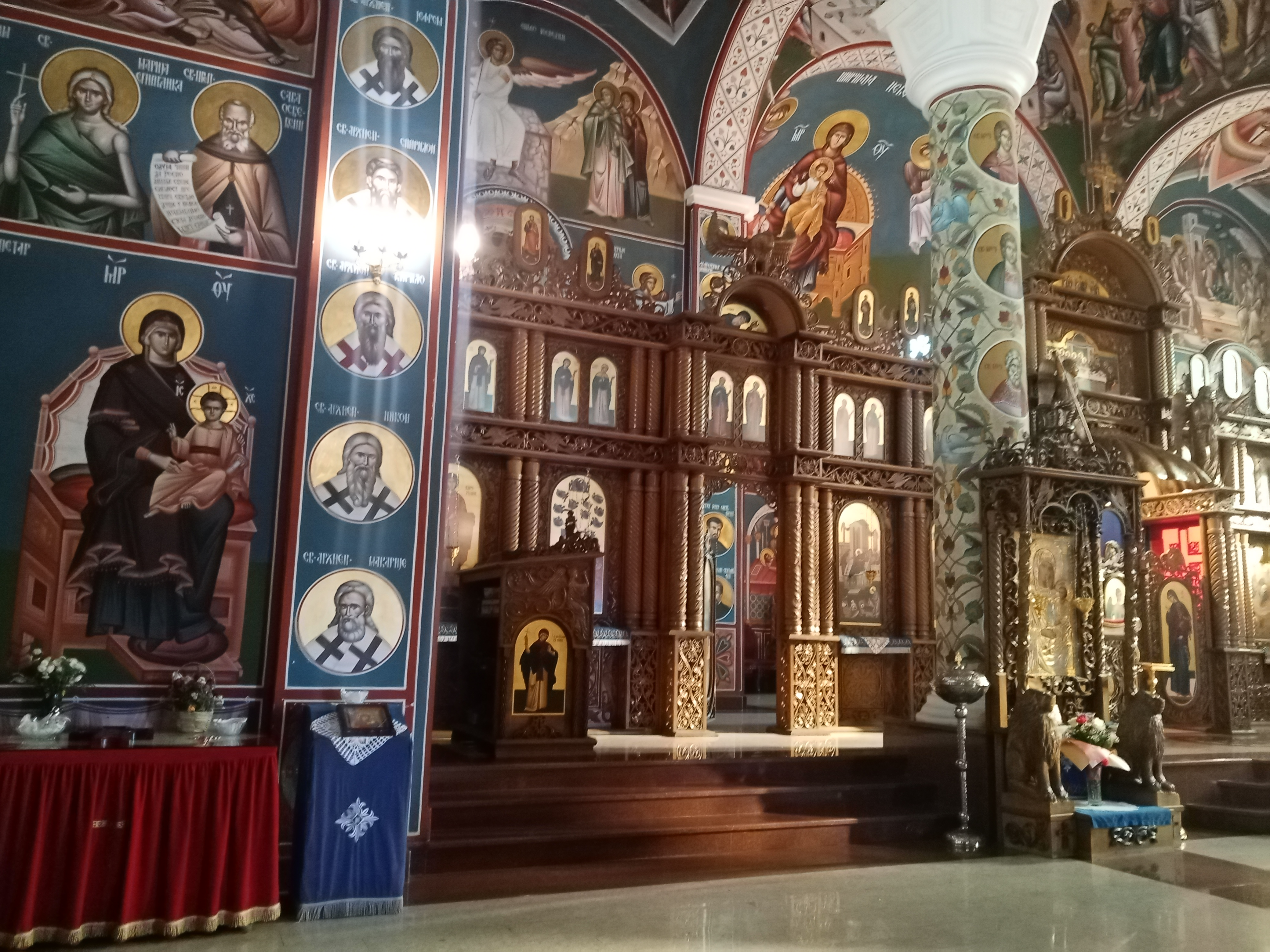
Blick auf die prächtige Ikonostase
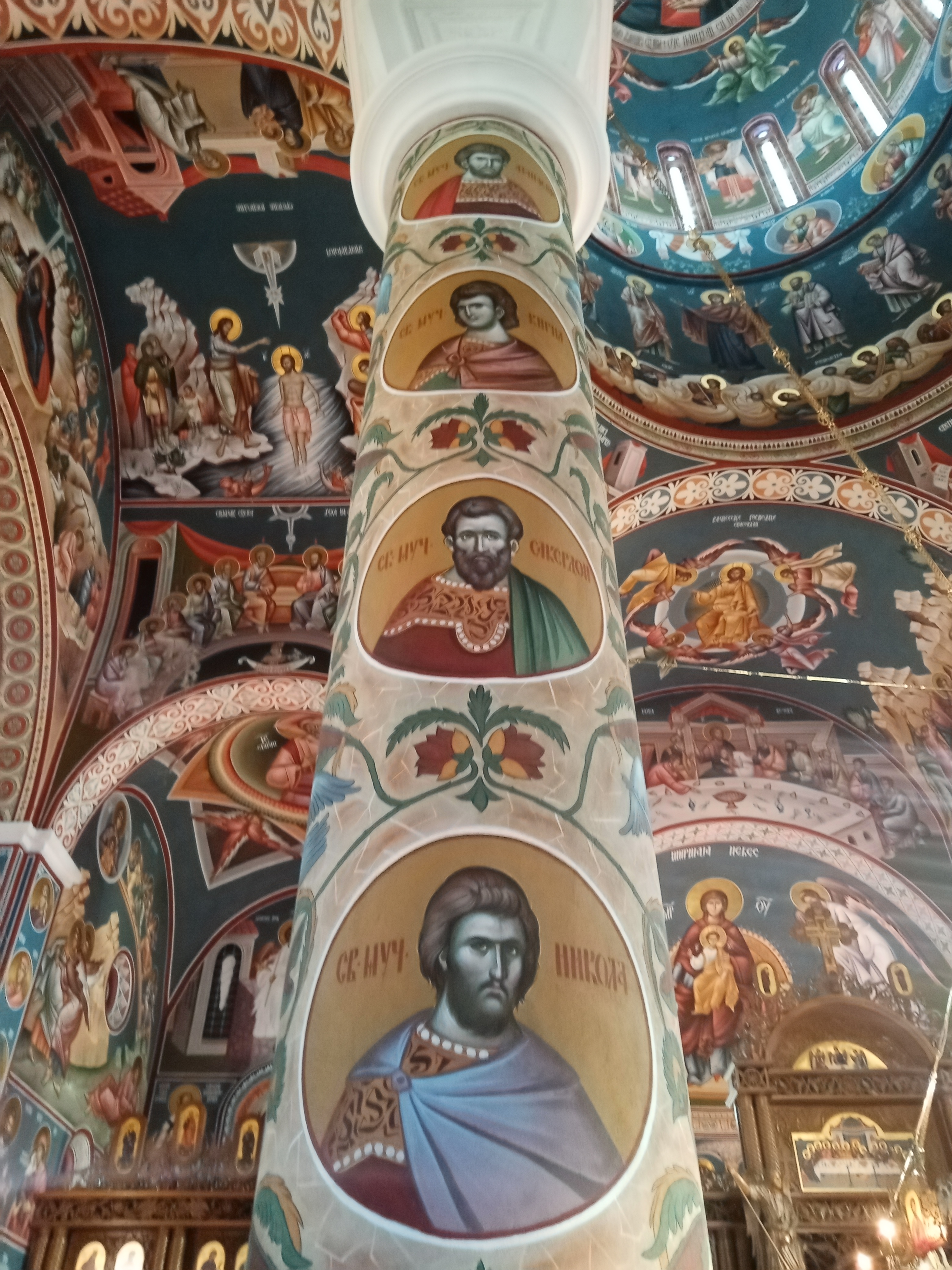
Eine freskenbemalte Säule
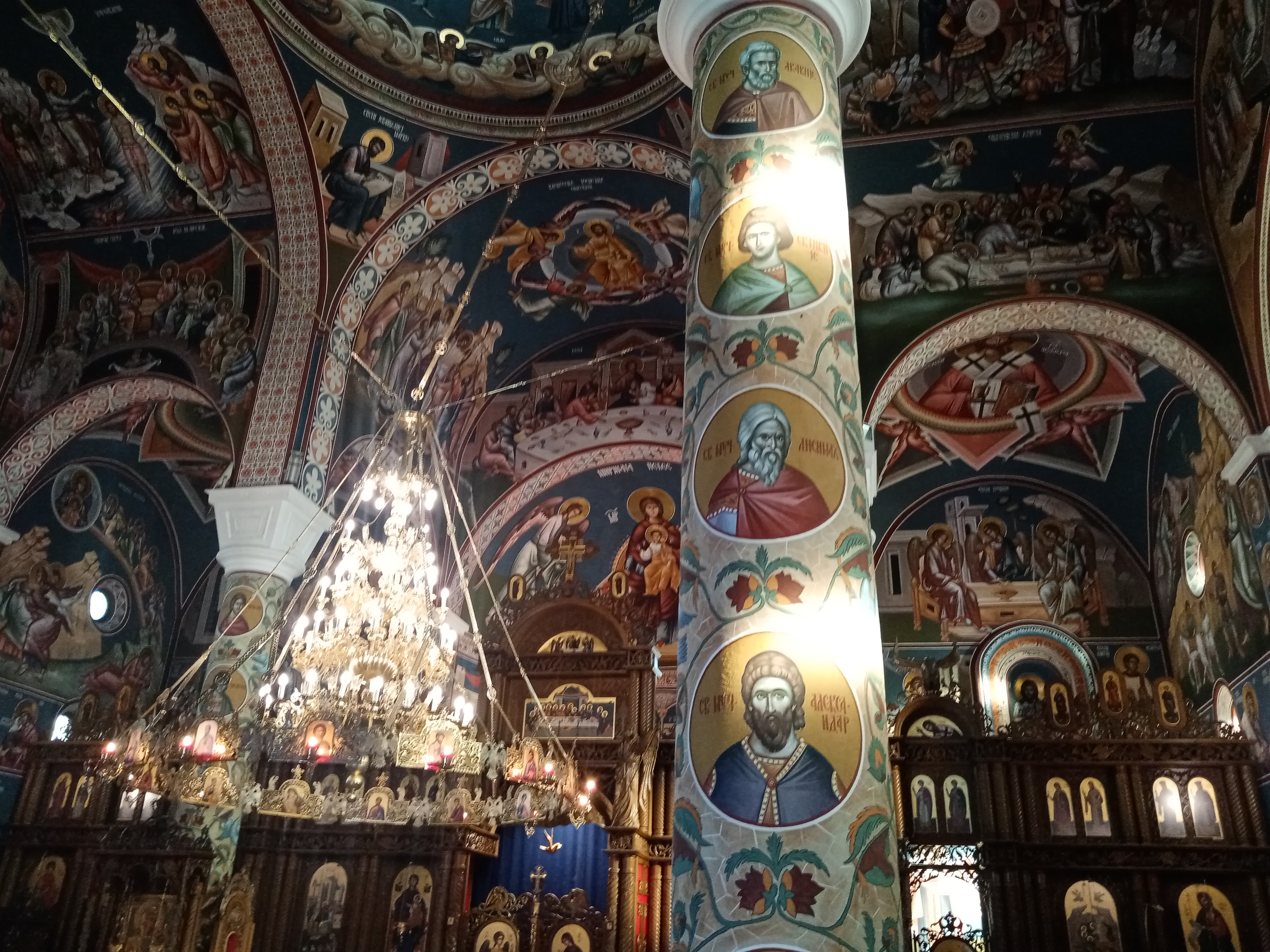
Großer Kronleuchter im Innenraum
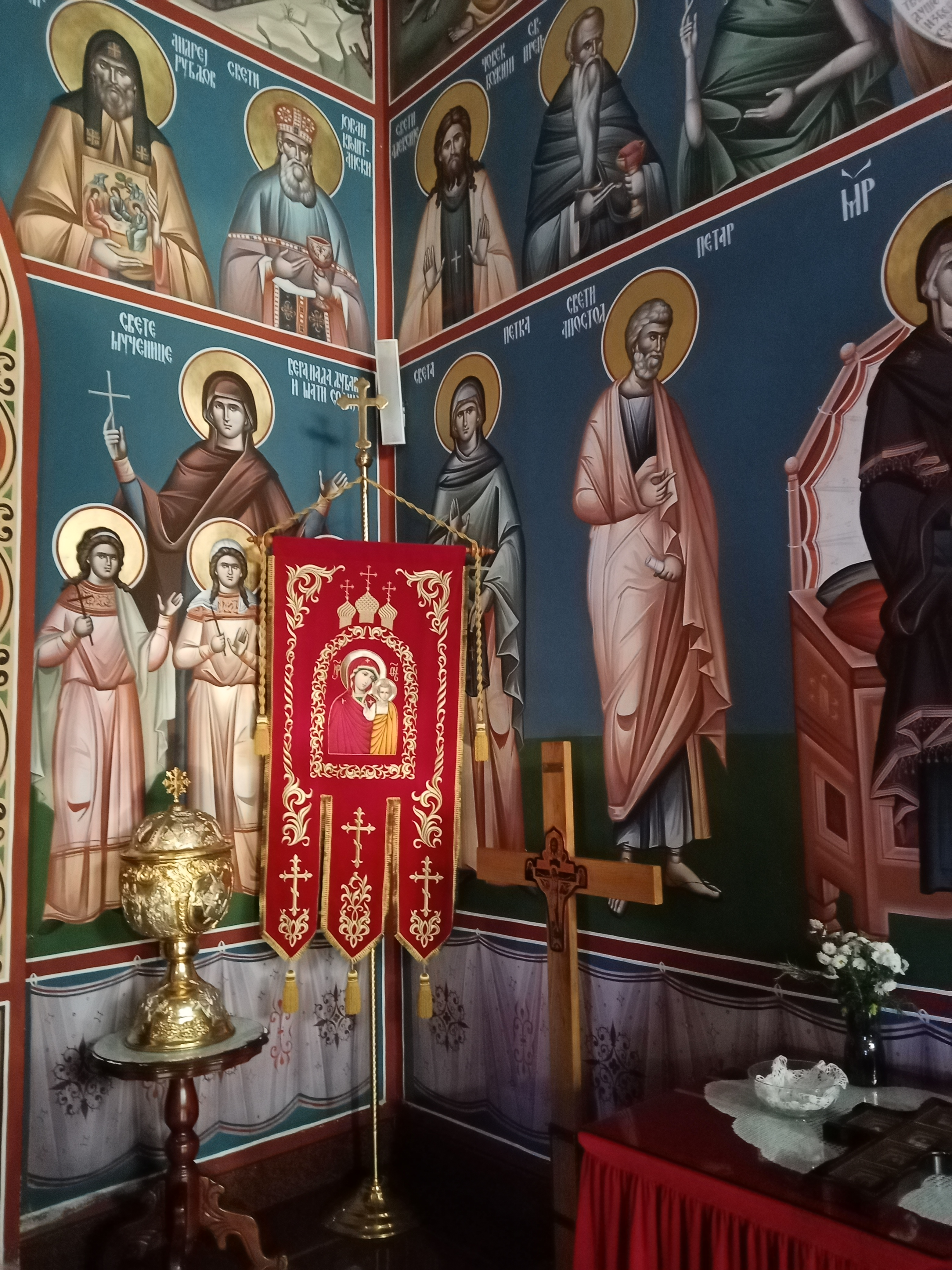
Fresken verschiedener Heiliger
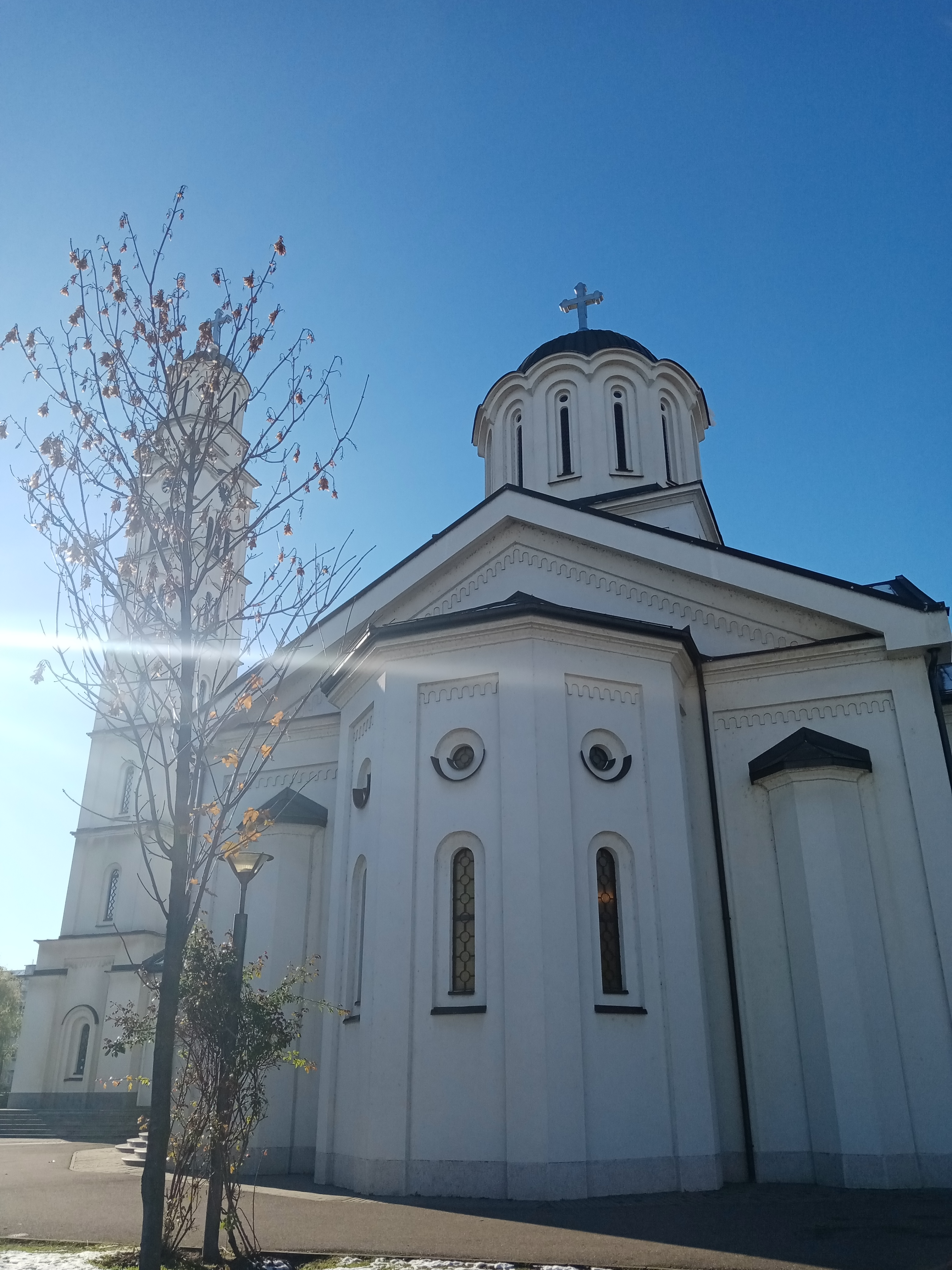
Blick auf die Kathedrale und Kirchturm vom Osten
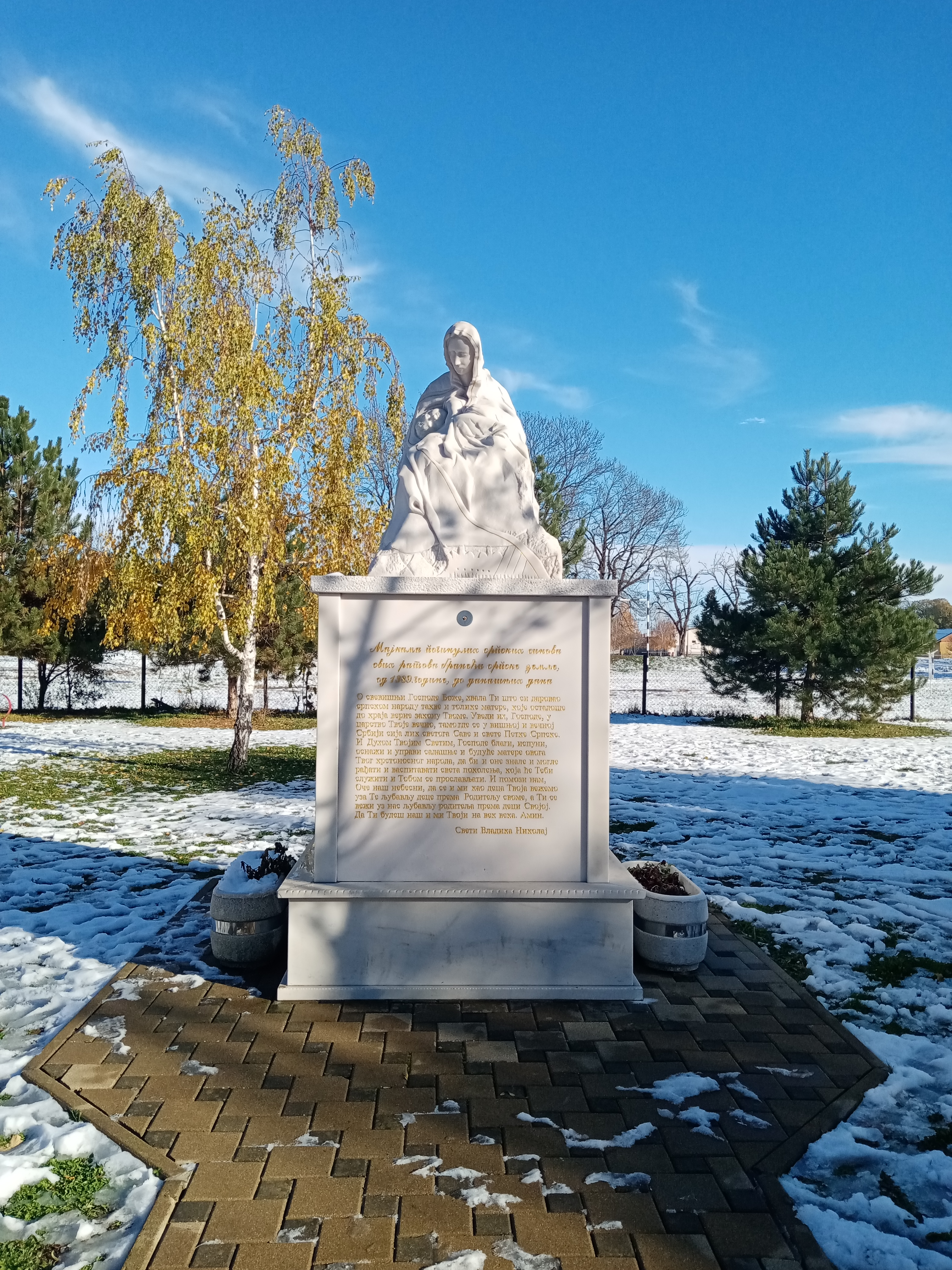
Denkmal für die serbischen Mütter